# Площадь Кропивницкого (Львов)
Пло́щадь Кропивни́цкого — площадь во Львове (Украина), недалеко от главного железнодорожного вокзала, важный транспортный узел города. Расположена между улицами Городоцкой и Шептицких. К площади примыкает также улицы Бандеры.
Застройка площади: классицизм, сецессия, конструктивизм. Дорожное покрытие — брусчатка.
С 1871 года называлась площадь Солярни, потому что здесь располагались соляные склады; с 1916 года называлась площадь Бильчевского в честь львовского римско-католического архиепископа Юзефа Бильчевского (1860—1923); с 1941 года называлась площадью Котляревского, во времена немецкой оккупации Ганзепляц. С 1944 года — площадь Кропивницкого в честь украинского писателя, драматурга, актера Марка Кропивницкого (1840—1910).
По площади осуществляется движение трамвайных маршрутов 1, 1а, 9 и троллейбусов маршрута № 12.
Адрес № 1 с начала 1990-х годов имеет греко-католическая церковь святых Ольги и Елизаветы, во времена Польши это был римско-католический костёл Святой Эльжбеты, который коммунистическая власть закрыла 1946 года. С тех пор храм использовали как склад, а в 1962 году по приказу советской власти спилили крест с высокой башни и уничтожили каменный крест перед зданием. С начала 1990-х годов в храме начали реставрационные работы.
В жилом доме № 1 при польских времен находилось бюро международных морских линий королевского бюро Ллойда, теперь здесь магазины «Парфюм», «Эколан» и «Щирецкие колбасы».
Адрес № 3 во времена Польши была фабрика шоколада «Дерби», с советских времен — это кондитерский цех № 7, в 1950-х годах здесь также находилась портняжная мастерская Львовской железной дороги.
В доме № 6 во времена Польши находился магазин канцелярских принадлежностей, в 1950-х годах закусочная, с 1960-х годов здесь работает пирожковая, а также есть магазины женского белья и «Подарки-сувениры».
В доме № 7 до войны была кондитерская Овоца, сейчас здесь также содержится магазин «Щирецкие колбасы».
В здании № 9 в 1950—1960 годах была зарядка и ремонт аккумуляторов и часов, теперь здесь находится магазин трикотажа «Катя».
Адрес № 10 во времена Польши имел магазин тканей Саламандера, в 1950—1960 годах парикмахерская и фотосалон артели «Фотохудожник», который просуществовал до наших дней, также здесь со времен СССР работает магазин «Книги».
В доме № 12 в советское время была сосисочная, теперь здесь магазин «Обувь».
На площади находится костёл Святой Эльжбеты и памятник Степану Бандере.